# Konzerthaus Stavanger

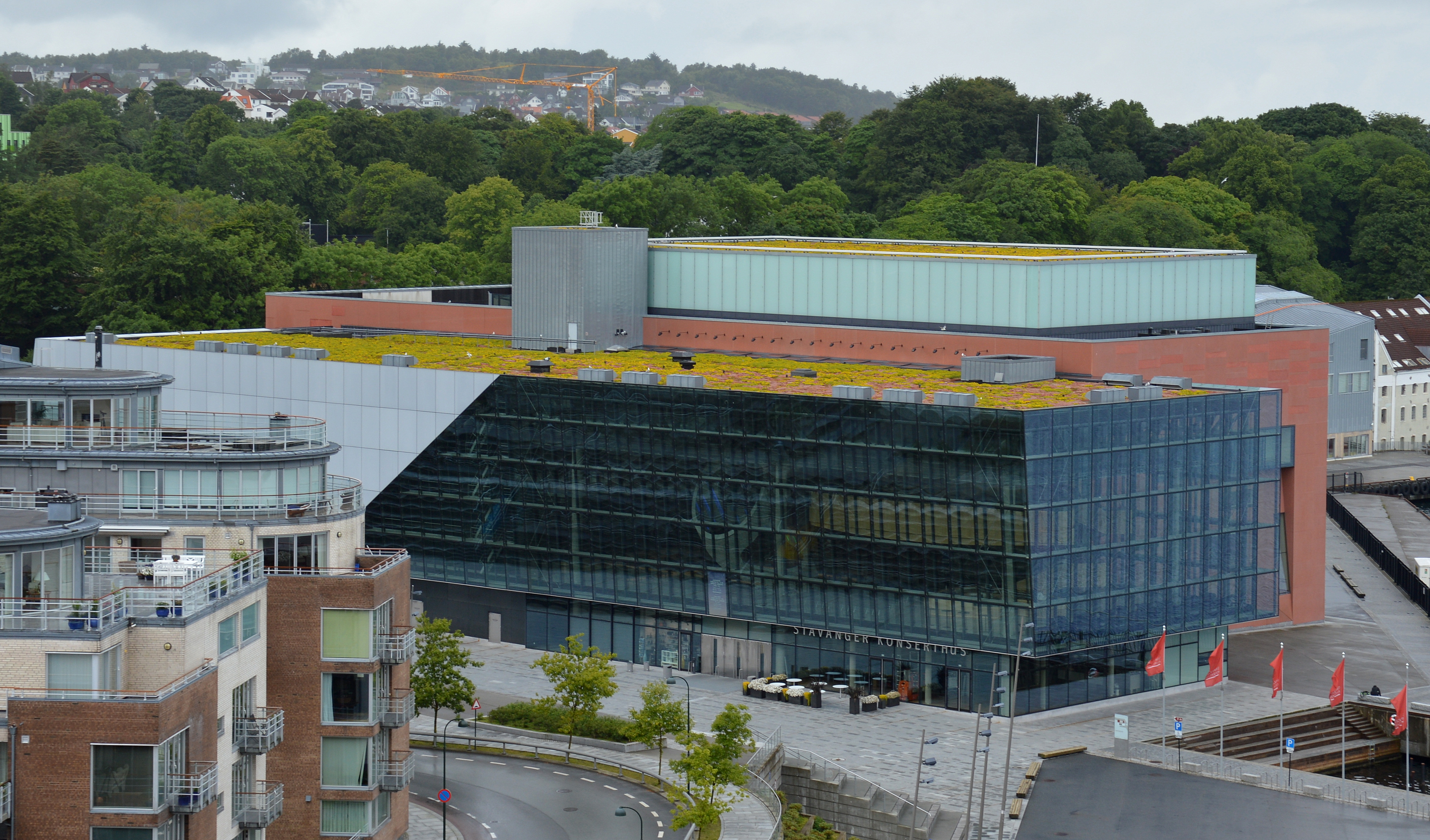
Konzerthaus Stavanger, 2017

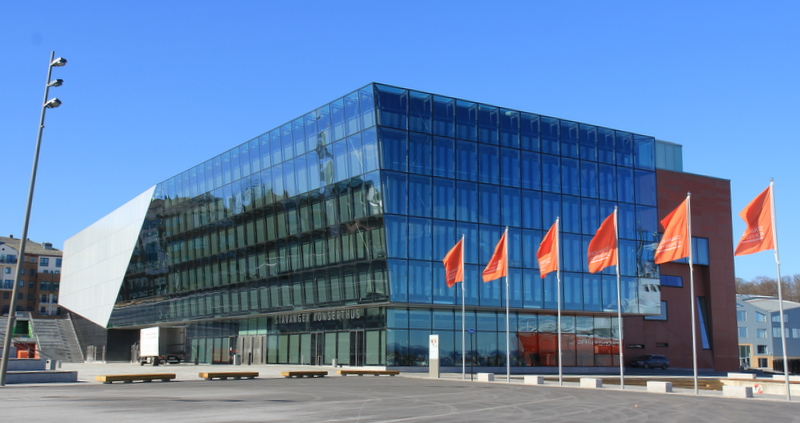
2013

Das Konzerthaus Stavanger (norwegisch: Stavanger konserthus) ist ein Konzerthaus in der norwegischen Stadt Stavanger. 
Es befindet sich an der Adresse Sandvigå 1 am Westufer des Hafens Vågen im nordwestlichen Teil des Stavanger Stadtzentrums, nördlich des Stadtteils Gamle Stavanger.

## Geschichte und Ausstattung
Das Konzerthaus wurde vom Architekten Per Christian Brynildsen des norwegischen Architekturbüros Ratio Arkitekter AS entworfen und im September 2012 eröffnet. Es entstanden zwei durch einen Fuß- und Radweg getrennte Gebäudeteile. Der südliche Teil beinhaltet den Flerbrukssal, einen von einer Glashülle umhüllten Mehrzwecksaal und nördlich davon, eingebettet in einer roten Betonummantelung, den eigentlichen Konzertsaal Fartein Valen. Die Gebäudeteile sind so konzipiert, dass im Mehrzwecksaal ein Rockkonzert und gleichzeitig im Konzertsaal ein klassisches Konzert stattfinden können.
Im Foyer befindet sich ein Restaurant.